# Irina Buryachok
Irina Buryachok, née le 5 juillet 1986, est une joueuse de tennis ukrainienne. 
Elle compte deux titres en doubles dames sur le circuit WTA, remportés à Bakou en 2012 et 2013.

## Palmarès

### Titres en double dames
| No | Date       | Nom et lieu du tournoi | Catégorie | Dotation  | Surface    | Partenaire          | Finalistes                         | Score             |          |
| -- | ---------- | ---------------------- | --------- | --------- | ---------- | ------------------- | ---------------------------------- | ----------------- | -------- |
| 1  | 23/07/2012 | Baku Cup Bakou         | Intern'l  | 220 000 $ | Dur (ext.) | Valeria Solovieva   | Eva Birnerová Alberta Brianti      | 6-3, 6-2          | Parcours |
| 2  | 22/07/2013 | Baku Cup Bakou         | Intern'l  | 235 000 $ | Dur (ext.) | Oksana Kalashnikova | Eléni Daniilídou Aleksandra Krunić | 4-6, 7-63, [10-4] | Parcours |

### Finale en double dames
| No | Date       | Nom et lieu du tournoi         | Catégorie | Dotation  | Surface    | Vainqueures                  | Partenaire        | Score    |          |
| -- | ---------- | ------------------------------ | --------- | --------- | ---------- | ---------------------------- | ----------------- | -------- | -------- |
| 1  | 31/12/2012 | Longgang Gemdale Open Shenzhen | Intern'l  | 500 000 $ | Dur (ext.) | Chan Hao-Ching Chan Yung-Jan | Valeria Solovieva | 6-0, 7-5 | Parcours |

### Finale en double en WTA 125
| No | Date       | Nom et lieu du tournoi                  | Catégorie | Dotation  | Surface    | Vainqueures               | Partenaire          | Score    |          |
| -- | ---------- | --------------------------------------- | --------- | --------- | ---------- | ------------------------- | ------------------- | -------- | -------- |
| 1  | 22/09/2013 | Yinzhou Bank Women's Tennis Open Ningbo | WTA 125   | 125 000 $ | Dur (ext.) | Chan Yung-Jan Zhang Shuai | Oksana Kalashnikova | 6-2, 6-1 | Parcours |

## Parcours en Grand Chelem

### En simple
| Année | Open d'Australie | Open d'Australie | Internationaux de France | Internationaux de France | Wimbledon | Wimbledon | US Open | US Open     |
| ----- | ---------------- | ---------------- | ------------------------ | ------------------------ | --------- | --------- | ------- | ----------- |
| 2009  | —                | —                | —                        | —                        | —         | —         | Q1      | Zhang Shuai |
| 2010  | —                | —                | Q2                       | Monica Niculescu         | Q1        | Gréta Arn | —       | —           |

N.B. : à droite du résultat se trouve le nom de l'ultime adversaire.

### En double dames
| Année | Open d'Australie                | Open d'Australie        | Internationaux de France    | Internationaux de France    | Wimbledon                    | Wimbledon              | US Open                  | US Open              |
| ----- | ------------------------------- | ----------------------- | --------------------------- | --------------------------- | ---------------------------- | ---------------------- | ------------------------ | -------------------- |
| 2013  | -                               | -                       | 1er tour (1/32) H. Watson   | O. Kalashnikova A. Rosolska | 1er tour (1/32) A. Beck      | N. Grandin V. Uhlířová | 1er tour (1/32) K. Knapp | J. Janković M. Lučić |
| 2014  | 1er tour (1/32) O. Kalashnikova | S. Kuznetsova S. Stosur | 1er tour (1/32) V. Uhlířová | J. Coin P. Parmentier       | 1er tour (1/32) E. Svitolina | K. Barrois S. Vögele   | -                        | -                    |

Sous le résultat, la partenaire ; à droite, l’ultime équipe adverse.

## Parcours en «Premier Mandatory» et «Premier 5»
Découlant d'une réforme du circuit WTA inaugurée en 2009, les tournois WTA « Premier Mandatory » et « Premier 5 » constituent les catégories d'épreuves les plus prestigieuses, après les quatre levées du Grand Chelem.

### En double dames
| Année | Premier Mandatory | Premier Mandatory | Premier Mandatory | Premier Mandatory | Premier Mandatory | Premier Mandatory | Premier Mandatory | Premier Mandatory | Premier 5 | Premier 5                 | Premier 5    | Premier 5                 | Premier 5         | Premier 5 | Premier 5 | Premier 5 | Premier 5  | Premier 5  | Premier 5 | Premier 5 | Premier 5 | Premier 5 |
| Année | Indian Wells      | Indian Wells      | Miami             | Miami             | Madrid            | Madrid            | Pékin             | Pékin             | Dubaï     | Dubaï                     | Doha         | Doha                      | Rome              | Rome      | Canada    | Canada    | Cincinnati | Cincinnati | Tokyo     | Tokyo     | Wuhan     | Wuhan     |
| ----- | ----------------- | ----------------- | ----------------- | ----------------- | ----------------- | ----------------- | ----------------- | ----------------- | --------- | ------------------------- | ------------ | ------------------------- | ----------------- | --------- | --------- | --------- | ---------- | ---------- | --------- | --------- | --------- | --------- |
| 2013  |                   |                   |                   |                   |                   |                   |                   |                   |           |                           |              |                           |                   |           |           |           |            |            |           |           |           |           |
| —     | —                 | —                 | —                 | —                 | —                 | —                 | —                 |                   |           | 1er tour (1/16) Solovieva | Jurak Marosi | 1er tour (1/16) Birnerová | Hlaváčková Martić | —         | —         | —         | —          | —          | —         |           |           |           |
| 2014  |                   |                   |                   |                   |                   |                   |                   |                   |           |                           |              |                           |                   |           |           |           |            |            |           |           |           |           |
|       |                   |                   |                   |                   |                   |                   |                   |                   |           | 2e tour (1/8) Diatchenko  | Hsieh Peng   |                           |                   |           |           |           |            |            |           |           |           |           |

N.B. : le nom de la partenaire se trouve sous le résultat ; le nom des ultimes adversaires se trouve à droite.

## Classements WTA en fin de saison

### En simple
| Année | 2003 | 2004 | 2005 | 2006 | 2007 | 2008 | 2009 | 2010 | 2011 | 2012 | 2013 |
| Rang  | 864  | 953  | 465  | 482  | 450  | 305  | 224  | 266  | 258  | 285  | 592  |

Source : (en) « Classements de Irina Buryachok », sur le site officiel du WTA Tour

### En double
| Année | 2004 | 2005 | 2006 | 2007 | 2008 | 2009 | 2010 | 2011 | 2012 | 2013 |
| Rang  | 630  | 394  | 479  | 368  | 320  | 225  | 302  | 190  | 136  | 68   |

Source : (en) « Classements de Irina Buryachok », sur le site officiel du WTA Tour